# Pseudosphinx
Pseudosphinx is een geslacht van vlinders uit de onderfamilie Macroglossinae van de familie pijlstaarten (Sphingidae).

## Soorten
- Pseudosphinx tetrio (Linnaeus, 1771)